# Torben Lund
Torben Lund (* 6. November 1950 in Vejle) ist ein dänischer Politiker der Socialdemokraterne.

## Leben
Nach seiner Schulzeit studierte Lund an der Universität Aarhus. Von 1981 bis 1994 war er Abgeordneter im Folketing.
Lund gehörte dem Kabinett der Regierung Poul Nyrup Rasmussen I an und war von 25. Januar 1993 bis 27. September 1994 Gesundheitsminister in Dänemark. Von 1999 bis 2004 war
er Abgeordneter des Europäischen Parlaments.
Lund lebt offen homosexuell in Dänemark.